# Семена Микола Михайлович
Мико́ла Миха́йлович Семена́ (нар. 14 травня 1950, Вороньки, Бобровицький район, Чернігівська область) — український журналіст, оглядач «Крим.Реалії» (проєкт Радіо Свобода в Україні). Заслужений журналіст України.

## Біографія
Микола Семена народився в селі Вороньки Бобровицького району Чернігівської області. Після школи працював кореспондентом бобровицької районної газети «Жовтнева зоря». З 1969 по 1971 рр. — строкова служба в армії. Після армії вступив до Київського державного університету імені Т. Г. Шевченка, який закінчив 1976 року за спеціальністю журналіст. Працював заввідділу редакції газети «Дніпровські вогні» в місті Вільнянськ Запорізької області. У 1980–1982 роках — слухач відділення журналістики Вищої партійної школи при ЦК КПУ. 1982–1983 рр. — заввідділу пропаганди й агітації Вільнянського РК КПУ, 1983–1987 рр. — редактор газети «Труженик» у Судаку. 1987–1989 рр. — заступник редактора судацької газети рос. «Путь Ильича», 1989–1991 рр. — редактор сімферопольської газети «Ленинец».
З 1989 року мешкав у Сімферополі. Працював редактором відділу газети «Будем милосердны», власним кореспондентом «Крымской газеты» (1991–1992). З 1992 по 1993 рр. — заступник головного редактора газети «Кримська світлиця». У 1993–1996 роках — власний кореспондент на півдні України газети «Известия». З 1996 року — керівник південного бюро газети «Україна і світ сьогодні», власний кореспондент у Криму «Дзеркала тижня», директор Кримського відділення Міжнародного фонду «Відродження» (1996–1999). Приблизно в цей же період він почав співпрацювати зі всеукраїнською газетою «День», в якій у результаті пропрацював наступні 20 років.

### Справа Семени
На момент окупації Криму Росією Микола Семена працював кореспондентом проєкту «Крим.Реалії» Радіо Свобода в Україні. Він став одним із небагатьох незалежних кримських журналістів, який вирішив залишитися на півострові й далі висвітлювати події на окупованій території для українських ЗМІ.
У квітні 2016 року у квартирі Миколи Семени в Криму був проведений обшук. Пізніше в ФСБ заявили, що стосовно журналіста порушено справу за його публікації про громадянську блокаду півострова. У вересні 2017 року підконтрольний Кремлю Залізничний районний суд Сімферополя засудив Миколу Михайловича Семену до 2,5 року умовно з випробувальним терміном у 3 роки й забороною займатися публічною діяльністю. Міністерство закордонних справ України, Державний департамент США, Європейський Союз і низка міжнародних організацій засудили ухвалений Семені вирок. 28 січня хворий Семена отримав постанову про дострокове припинення випробувального терміну і зняття з нього судимості. Дозвіл окупаційної влади на виїзд з Криму Семена отримав тільки в лютому 2020 року, після чого виїхав до Києва й відновив співпрацю з «Крим.Реалії» як оглядач.

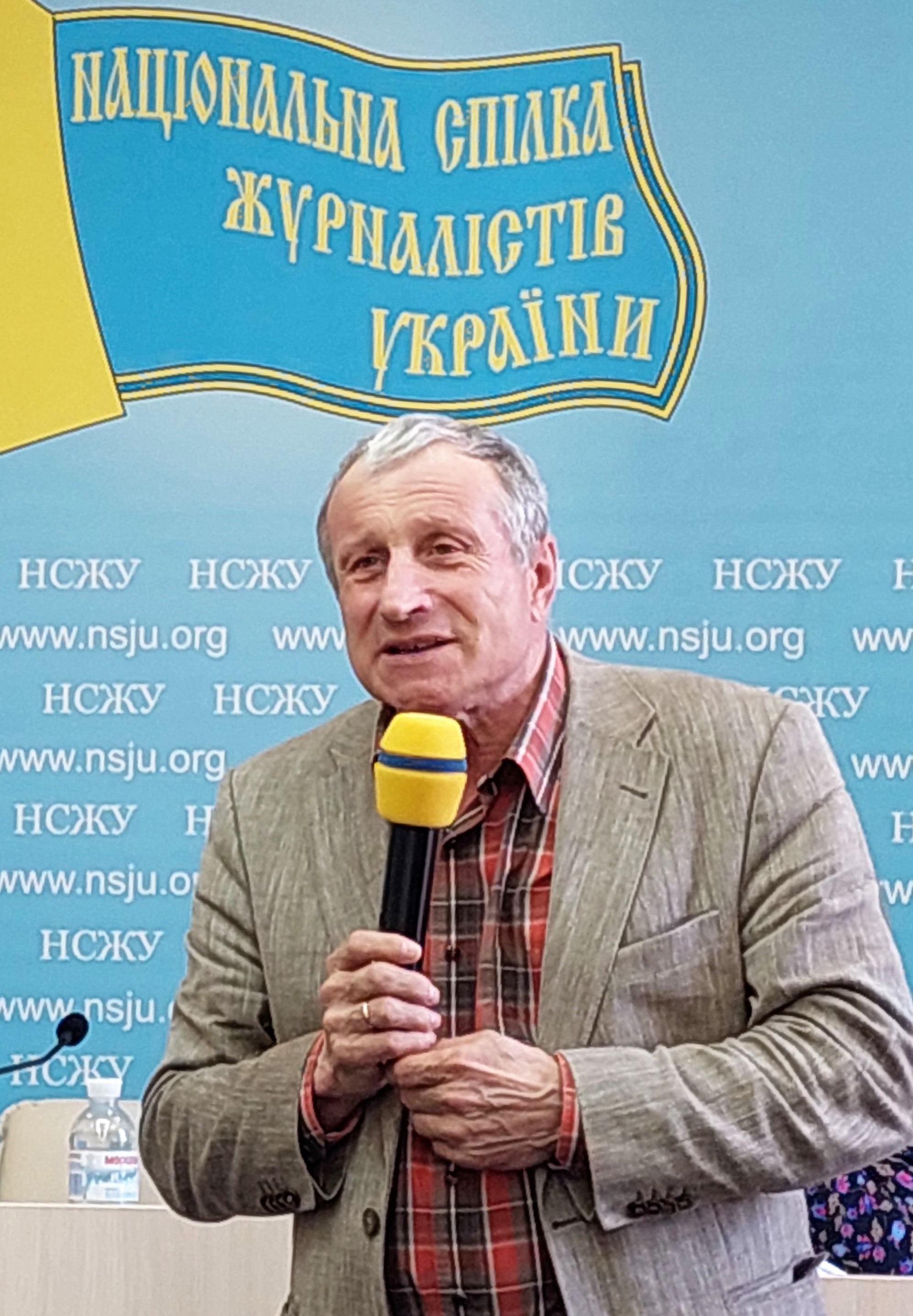
Секретар НСЖУ Микола Семена (Київ, 2021)

### Сім'я
Одружений. Дружина Людмила Миколаївна (1958). Сини Богдан (1974), Дмитро (1984), дочка Оксана (1977).

## Творчість
Творча діяльність Миколи Семени не обмежувалася журналістикою і його захопленням — фотомистецтвом. Він автор книжок:
- «Мустафа Джемілєв — людина, яка перемогла сталінізм» (2010)
- «Кримський репортаж. Хроніки окупації Криму 2014–2016 рр.» (2017), видана також англійською мовою 2018 року (Semena M. Crimean Report. Chronicles of the occupation of Crimea (2014–2016). Kyiv: Mega-press group, 2018. 320 p.; pictures)

## Громадська діяльність
Секретар Національної спілки журналістів України (2021), член творчої спілки з 1988 року. Куратор спільного проєкту НСЖУ і Європейської федерації журналістів (2021) — онлайн-курсу для журналістів «У фокусі — Крим» (10 вебінарів про досвід і методику висвітлення проблем окупованого Криму). Член журі творчого конкурсу НСЖУ «Інформаційна передова-2022» в номінації «Краща журналістська робота».

## Нагороди
- Почесне звання «Заслужений журналіст України» (2009)[5]
- Премія Національної спілки журналістів України за свободу слова імені Ігоря Лубченка (2016)[6]
- Премія Форуму громадянського суспільства Східного партнерства імені Павла Шеремета (2016)[7]
- Орден за мужність імені Андрія Сахарова, що вручають «сучасним публіцистам, які стоять на стороні правди» (2018)[8]